# Паничарево
Паничарево (болг. Паничарево) — село в Болгарии. Находится в Кюстендилской области, входит в общину Бобов-Дол. Население составляет 57 человек (на 15 июня 2014 года).

## Население
По данным переписи населения 2011 года в селе проживал 71 житель (все — болгары).
| 1934 | 1946 | 1956 | 1965 | 1975 | 1985 | 1992 | 2001 | 2011 | 2012 | 2013 |
| ---- | ---- | ---- | ---- | ---- | ---- | ---- | ---- | ---- | ---- | ---- |
| 466  | 517  | 407  | 323  | 224  | 160  | 209  | 113  | 67   | 64   | 61   |